# Anna Talarczyk-Noble
Anna Dorota Talarczyk-Noble – polska matematyk, doktor habilitowana nauk matematycznych. Specjalizuje się w teorii prawdopodobieństwa oraz probabilistyce. Profesor nadzwyczajna w Instytucie Matematyki Wydziału Matematyki, Informatyki i Mechaniki Uniwersytetu Warszawskiego (Zakład Teorii Prawdopodobieństwa) oraz pracownik naukowy warszawskiego Instytutu Matematycznego PAN.

## Życiorys
Studia matematyczne ukończyła na Uniwersytecie Warszawskim. Stopień doktorski uzyskała w 2001 na podstawie pracy pt. Czas lokalny samoprzecięć procesów Gaussowskich w S'(Rd), przygotowanej pod kierunkiem prof. Tomasza Bojdeckiego. Habilitowała się w 2009 na podstawie oceny dorobku naukowego i rozprawy pt. Twierdzenie graniczne związane z losową dynamiką układów cząstek.
Swoje prace publikowała w takich czasopismach jak m.in. „Stochastic Processes and their Applications”, „Journal of Functional Analysis”, „Statistics & Probability Letters”, „Journal of Theoretical Probability” oraz „Infinite Dimensional Analysis, Quantum Probability and Related Topics”.
Członek Polskiego Towarzystwa Matematycznego.